# Sida viarum
Sida viarum är en malvaväxtart som beskrevs av A. St.-hil.. Sida viarum ingår i släktet sammetsmalvor, och familjen malvaväxter. Inga underarter finns listade i Catalogue of Life.